# Зовнішня клубова артерія
Зовнішня клубова артерія (лат. arteria iliaca externa) — парна артерія людини, що відмежовується від загальної клубової артерії на рівні крижово-клубового суглоба. Прямує допереду, вниз та латерально по внутрішньому краю великого поперекового м'яза. Артерія виходить з порожнини таза позаду та нижче пахвинної зв'язки приблизно на третину латеральніше від місця фіксації останньої до лонного горбка, від цього місця продовжується як стегнова артерія.

## Гілки
- Нижня епігастральна артерія — прямує доверху, де анастомозує з верхньою епігастральною артерією (гілкою внутрішньої грудної артерії).
- Глибока огинаюча клубова артерія — прямує латерально по гребеню клубової кістки.
- Стегнова артерія — є продовженням зовнішньої клубової артерії нижче пахвинної зв'язки.

Зовнішня клубова артерія живить нижню кінцівку (за рахунок стегнової артерії), м'язи та шкірні покриви нижньої частини черевної стінки (за рахунок нижньої епігастральної та глибокої огинаючої клубової артерій).